# 吉増剛造
吉増 剛造（よします ごうぞう、1939年（昭和14年）2月22日 - ）は、日本の詩人。日本芸術院会員、文化功労者。東京出身。
独特の手法を用い、現代詩壇の先鋭的な詩人として高く評価されている。詩の朗読パフォーマンスの先駆者としても知られる。作品に『黄金詩篇』(1970年)、『オシリス、石ノ神』(1984年)、『怪物君』(2016年)などがある。

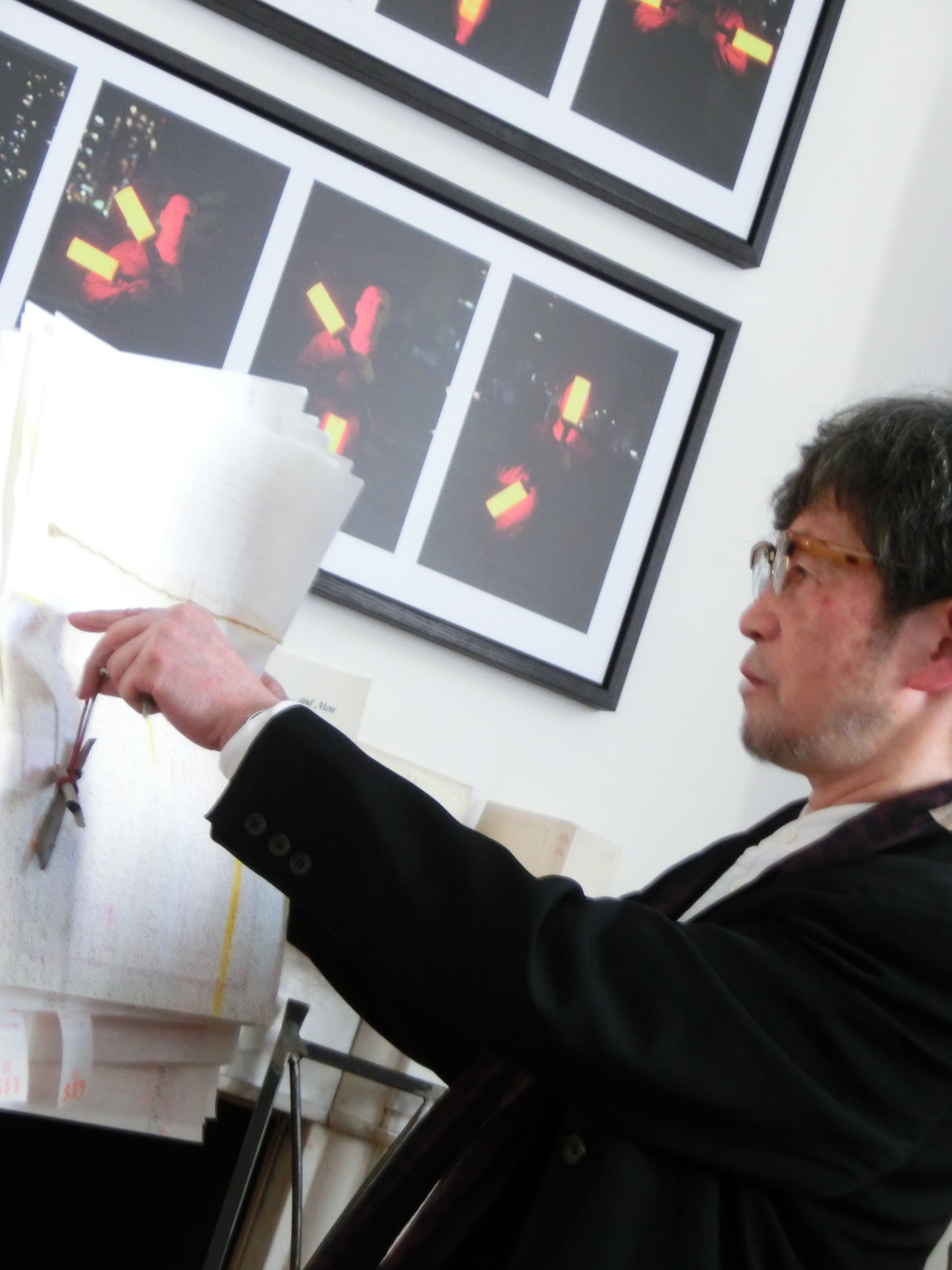
吉増剛造

## 概要
東京府下（現杉並区）阿佐ヶ谷に生まれ、福生市に育つ。慶應義塾大学在学中から詩作を試みていた。
現代日本を代表する先鋭的な詩人の一人として高い評価を受けている。『黄金詩篇』『王國』などの初期作品では、エクスクラメーション・マークを連打した疾走感あふれる詩を多数発表した。中期以降は読点とリーダーを多用しての、ポリフォニー的構造を持った独特の文体へと移行している。
詩の朗読パフォーマンスの先駆者としても知られ、海外でも積極的に朗読ライブを開催している。自身の詩と組み合わせたパノラマカメラや多重露光を多用する写真表現、彫刻家若林奮との共同制作による銅板を用いたオブジェ作品、映像作品の制作など、領域横断的な創作活動を展開している。吉本隆明は「日本でプロフェッショナルだと言える詩人が三人いる。それは田村隆一、谷川俊太郎、吉増剛造だ」と評している。野村喜和夫や岸田将幸をはじめとした後続の現代詩人たちに強い影響を与えているほか、古川日出男、堀込高樹（キリンジ）、朝吹真理子らにも影響が及んでいる。
城西国際大学や早稲田大学などで英文学を中心とした講義をもっている。
2018年、本人が出演、京都での創作を一年追いかけたドキュメンタリー映画「幻を見るひと」（エグゼクティブプロデューサー 城戸朱理、監督 井上春生、2018）が各国の国際映画祭に招待されている。
妻はブラジル生まれの歌手、マリリア。

## 年譜
- 1939年（昭和14年）2月22日 - 東京府阿佐ヶ谷で父一馬、母悦との間に長男として生まれる。父は昭和飛行機工業の航空技術者で、零戦の開発にも関わった。
- 1944年（昭和19年） - 父の故郷和歌山市に疎開。
- 1951年（昭和26年） - 啓明学園中学校入学。
- 1954年（昭和29年） - 東京都立立川高等学校入学。
- 1957年（昭和32年） - 慶應義塾大学文学部国文科入学。「三田詩人」に参加。
- 1961年（昭和36年） - 会田千衣子、岡田隆彦、井上輝夫、鈴木伸治とともに詩誌「ドラムカン」を創刊。
- 1963年（昭和38年） - 大学卒業。卒論は松尾芭蕉論。国際情報社に就職するも半年で退社。
- 1964年（昭和39年） - 三彩社に入社し美術雑誌「三彩」編集部に入る。詩誌「エスプリ」編集委員。第一詩集『出発』を刊行。
- 1968年（昭和43年） - 三彩社を退社。
- 1970年（昭和45年） - 詩集『黄金詩篇』により第1回高見順賞受賞。
- 1979年（昭和54年） - 詩集『熱風 a thousand steps』により第17回藤村記念歴程賞受賞。
- 1984年（昭和59年） - 詩集『オシリス、石ノ神』により第2回現代詩花椿賞受賞。
- 1987年（昭和62年） - 城西女子短期大学客員教授就任。
- 1990年（平成2年） - 詩集『螺旋歌』により第6回詩歌文学館賞受賞。
- 1992年（平成4年） - サンパウロ大学客員教授就任 (- 1994)。
- 1998年（平成10年） - 『「雪の島」あるいは「エミリーの幽霊」』により第49回芸術選奨文部大臣賞受賞。
- 2003年（平成15年） - 紫綬褒章受章[2]。
- 2006年（平成18年） - 城西国際大学人文学部客員教授。
- 2009年（平成21年） - 『表紙』で毎日芸術賞受賞。
- 2013年（平成25年） - 旭日小綬章受章[3]、文化功労者[4]。福生市民栄誉賞受賞。
- 2015年（平成27年） - 日本芸術院賞・恩賜賞受賞[5]。日本藝術院会員。三田文学会理事長。
- 2017年（平成29年） - 吉増剛造展「火ノ刺繍 -『石狩シーツ』の先へ」第21回文化庁メディア芸術祭を受賞。

## 著作

### 詩集
- 『出発』（新芸術社、1964年）
- 『黄金詩篇』（思潮社、1970年）
- 『頭脳の塔』（青地社、1971年）
- 『王國』（河出書房新社、1973年）
- 『わが悪魔祓い』（青土社、1974年）
- 『草書で書かれた、川』（思潮社、1977年）
- 『熱風 a thousand steps』（中央公論社、1979年）
- 『青空』（河出書房新社、1979年）
- 『大病院脇に聳えたつ一本の巨樹への手紙』（中央公論社、1983年）
- 『オシリス、石ノ神』（思潮社、1984年）
- 『螺旋歌』（河出書房新社、1990年）
- 『花火の家の入口で』（青土社、1995年。新装版 2001年）
- 『長編詩石狩シーツ』（1994年）
- 『「雪の島」あるいは「エミリーの幽霊」』（集英社、1998年）
- 『The Other Voice』（思潮社、2002年）
- 『長篇詩 ごろごろ』（毎日新聞社、2004年）
- 『天上ノ蛇、紫のハナ』（集英社、2005年）
- 『何処にもない木』（試論社、2006年）
- 『表紙 omote‐gami』（思潮社、2008年）
- 『裸のメモ』（書肆山田、2011年）
- 『怪物君』（みすず書房、2016年）
- 『Voix』（思潮社、2021年）

#### 選詩集
- 『吉増剛造詩集』（思潮社・現代詩文庫、1971年）（ISBN 4783707405）
- 『吉増剛造詩集 1-5』（河出書房新社、1977-1978年）
- 『八月の夕暮、一角獣よ』（沖積舎 ・現代詩人コレクション、1992年）（ISBN 4806005401)
- 『続・吉増剛造詩集』（思潮社・現代詩文庫、1994年）（ISBN 4783708827）
- 『続続・吉増剛造詩集』（思潮社・現代詩文庫、1994年）（ISBN 4783708835）
- 『吉増剛造詩集』（ハルキ文庫、1999年）（ISBN 4894565706）

### その他
- 『朝の手紙』（小沢書店、1974年）
- 『わたしは燃えたつ蜃気楼』（小沢書店、1976年）
- 『太陽の川』（小沢書店、1978年）
- 『静かな場所』（書肆山田、1981年。2版 2010年）
- 『螺旋形を想像せよ』（小沢書店、1981年）
- 『緑の都市、かがやく銀』（小沢書店、1986年）
- 『打ち震えていく時間』（思潮社、1987年）
- 『透谷ノート』（小沢書店、1987年）
- 『スコットランド紀行』（書肆山田、1989年）
- 『死の舟』（書肆山田、1992年）
- 『ことばのふるさと』（矢立出版、1992年）
- 『生涯は夢の中径 - 折口信夫と歩行』（思潮社、1999年）
- 『ことばの古里、ふるさと福生』（矢立出版、2000年）
- 『燃えあがる映画小屋』（青土社、2001年）
- 『剥きだしの野の花 - 詩から世界へ』（岩波書店、2001年）
- 『ブラジル日記』（書肆山田、2002年）
- 『詩をポケットに - 愛する詩人たちへの旅』（NHK出版、2003年）
- 『In between 11 吉増剛造 アイルランド』（EU・ジャパンフェスト日本委員会、2005年）
- 『静かなアメリカ』（書肆山田、2009年）
- 『キセキ-gozoCine』（オシリス、2009年）（ISBN 4990123964）
- 『盲いた黄金の庭』（岩波書店、2010年）。写真集
- 『木浦通信』（矢立出版、2010年）
- 『詩学講義 無限のエコー』（慶應義塾大学出版会、2012年）
- 『我が詩的自伝　素手で焔をつかみとれ！』（講談社現代新書、2016年）
- 『心に刺青をするように』（藤原書店、2016年）
- 『GOZOノート 1-3』（慶應義塾大学出版会、2016年）
- 『瞬間のエクリチュール』（edition.nord、2016年）
- 『根源乃手/根源乃〈亡露ノ〉手、……』（響文社、2016年）
- 『火ノ刺繍　吉増剛造 2008-2017』（響文社、2018年）
- 『舞踏言語　ちいさな廃星、昔恒星が一つ来て、幽かに"御晩です"と語り初めて、消えた』（論創社、2018年）
- 『詩とは何か』（講談社現代新書、2021年）

#### 共著
- 『そらをとんだちんちんでんしゃ』堀口晃 写真（小学館、1982年）
- 『ブリタニカ絵本館ピコモス 3 さわる』粟津潔 絵（日本ブリタニカ、1983年）
- 『慈悲心鳥がバサバサと骨の羽を拡げてくる』土方巽 著、吉増剛造 筆録（書肆山田、1992年）
- 『木の骨』城戸朱理（矢立出版 1993年）
- 『はるみずのうみ - たんぽぽとたんぷぷ』アンガス・マクニッケル、中川潤、与那覇幹夫、宮川耕次、矢口哲男（矢立出版、1999年）
- 『ドルチェ-優しく―映像と言語、新たな出会い』アレクサンドル・ソクーロフ、島尾ミホ（岩波書店、2001年）
- 『我らの獲物は一瞬の光』高梨豊（photographer's gallery、2003年）
- 『機―ともに震える言葉』関口涼子（書肆山田、2006年）
- 『Drawing Tube vol.01 Archive』鈴木ヒラク（Drawing Tube、2017年）
- 『裸のcommonを横切って―エマソンへの日米の詩人の応答』フォレスト・ガンダー、堀内正規（小鳥遊書房、2019年）

#### 対談集
- 『盤上の海、詩の宇宙』（河出書房新社、1997年）。羽生善治との対談
- 『この時代の縁で』（平凡社、1998年）。市村弘正との対談
- 『「アジア」の渚で』（藤原書店、2005年）。高銀との対話および共著
- 『アーキペラゴ―群島としての世界へ』（岩波書店、2006年）。今福龍太との対話・往復書簡

## 関連書
- 『吉増剛造 - 黄金の象』（新装版）（學燈社、「國文學 解釈と教材の研究」臨時増刊、2006年）林浩平による年譜（1939-2006）がある。
- 『水邊の言語オブジェ 吉増剛造-詩とオブジェと写真』（斎藤記念川口現代美術館、1998年）

　　　（1998年9月18日-12月20日:斎藤記念川口現代美術館）
- 『吉増剛造展 書物のヴィジョン 生涯は夢の中径』（徳島県立文学書道館、2004年）

　　　（2004年12月18日-2009年1月16日:徳島県立文学書道館） 
- 『吉増剛造 詩の黄金の庭 北への挨拶』（北海道立文学館、2008年）

　　　（2008年6月28日-8月31日:北海道立文学館）
- 『声ノマ 全身詩人、吉増剛造展』（東京国立近代美術館、2016年）

　　　（2016年6月7日-8月7日:東京国立近代美術館）
- 『涯テノ詩聲 詩人吉増剛造展 図録』（足立市立美術館、発売:書肆子午線、2017年）

　　　（2017年11月3日-12月24日:足利市立美術館ほか）

## その他の活動

### テレビ・ラジオ出演
- NHK教育 『未来潮流』「羽生善治・吉増剛造　盤上の海　詩の宇宙」（1997年1月）
- NHKラジオ第2放送 『NHKカルチャーアワー・文学と風土 詩をポケットに』 （2002年）（ISBN 4140841664）
- NHK教育 『知るを楽しむ・私のこだわり人物伝「柳田国男・詩人の魂」』 （2006年3月）（ISBN 4141891401）
- NHK教育『SWITCHインタビュー達人達　佐野元春・吉増剛造』（2021年3月27日）

### 映画出演
- 『あじさいならい』（監督:鈴木志郎康、1985年）
- 『島ノ唄 Thousands of Islands』（監督:伊藤憲、2006年）
- 『断食芸人』（監督:足立正生、2016年） - 本人 役
- 『幻を見るひと』（監督：井上春生、2018年）

### CD等（朗読）
- 『石狩シーツ』（Angelica House、1995年）
- 『賢治の音楽室』（CD付き書籍）（小学館、2000年10月）（ISBN 4093861048）
- 『死人』（JINYA DISC、2007年2月）
- 『背 [Reverse] 』吉増剛造×空間現代（ダウンロードコードつきカセットテープ）（外、2020年1月）

### ビデオ
- 『彼岸から』（QUEST、1992年11月）
- 『少女が獨り宙に浮かぶ』（QUEST、1997年3月）